# Georg Neemann

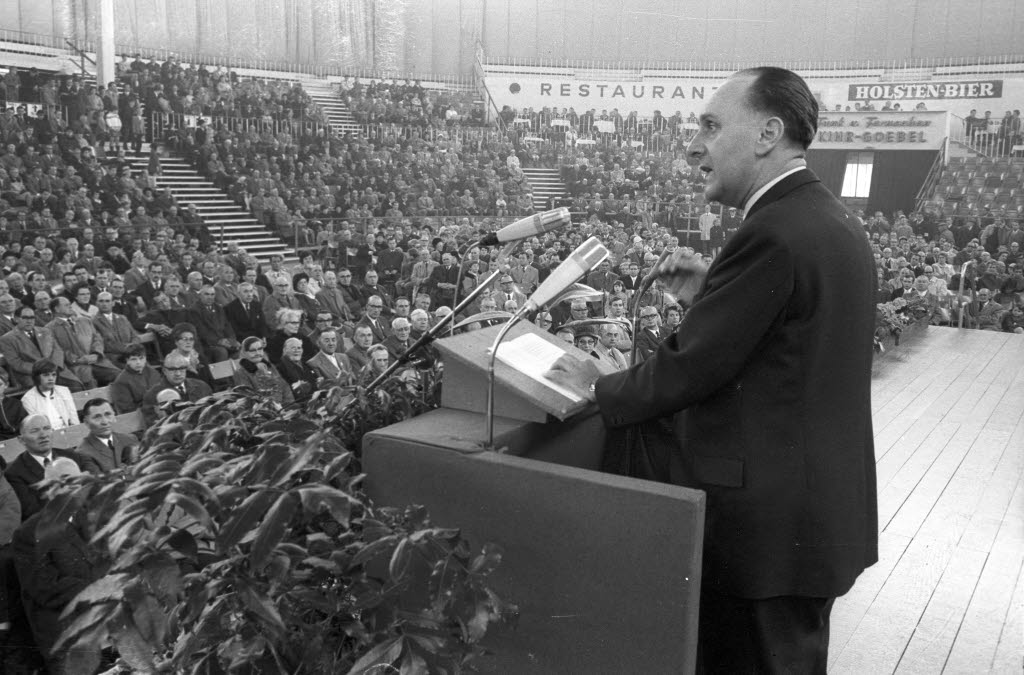
Georg Neemann als Sprecher bei den Feierlichkeiten zum 1. Mai in der Kieler Ostseehalle (1969)

Georg Neemann (* 7. November 1917 in Höchst; † 6. Februar 1993 in Neuss) war ein deutscher Gewerkschafter und Politiker (SPD).

## Leben und Beruf
Nach dem Besuch der Volksschule und der Mittleren Reife absolvierte Neemann eine kaufmännische Ausbildung in der Schmuckwarenindustrie. Im Anschluss arbeitete er als Angestellter in der Werftindustrie. Er wurde 1933 Soldat bei der Wehrmacht, nahm von 1939 bis 1945 als Soldat am Zweiten Weltkrieg teil und geriet zuletzt in britische Gefangenschaft.
Nach seiner Rückkehr aus der Kriegsgefangenschaft trat Neemann in den kommunalen Verwaltungsdienst der Stadt Lengerich ein und wurde dort 1946 Leiter des Flüchtlings- und Wohnungsamtes. Anschließend arbeitete er kurzzeitig in der metallverarbeitenden Industrie. Von 1948 bis 1950 war er als Verlagsgeschäftsführer bei der Osnabrücker Zeitung tätig.
Neemann schloss sich 1946 der ÖTV an und wechselte später zur IG Metall über. Er war von 1950 bis 1957 Bezirkssekretär und von 1957 bis 1963 Bezirksleiter der IG Metall für Münster und Ostwestfalen. Von 1963 bis 1967 war er Vorsitzender des DGB-Landesbezirks Nordrhein-Westfalen. Außerdem gehörte er bis 1975 dem DGB-Bundesvorstand an.

## Politik
Während der Zeit der Weimarer Republik trat Neemann der Sozialistischen Arbeiter-Jugend (SAJ) bei. Nach der nationalsozialistischen Machtübernahme wurde er 1935 wegen illegaler Tätigkeit für die SAJ kurzzeitig verhaftet. 1946 trat er der SPD bei. Später wurde er zum Vorsitzenden des SPD-Kreisverbandes Neuss-Stadt gewählt.
Neemann gehörte dem Deutschen Bundestag von 1965 bis 1972 an. In der fünften Wahlperiode (1965–1969) war er über die Landesliste Nordrhein-Westfalen ins Parlament eingezogen. In der sechsten Wahlperiode (1969–1972) vertrat er im Bundestag den Wahlkreis Düsseldorf-Mettmann II.

## Auszeichnungen
Neemann wurde 1968 das 
Verdienstkreuz 1. Klasse verliehen.